# Qi (Xia-König)
Qǐ (chinesisch 啓 / 启), Sippenname Sì (chinesisch 姒), in die Geschichtswerke eingegangen unter dem Namen Xia Qi (chinesisch 夏啓), herrschte der Legende nach als der zweite König der Xia-Dynastie im 2. oder 3. Jahrtausend über China. Ob er eine historische Figur ist, ist ungewiss. Gemäß den „Bambusannalen“ regierte Qi 39 Jahre lang und verstarb im Alter von 78 Jahren.

## Biographie

### Familie
Qi war der Sohn des Helden der Wasserregulierung, Yu, und seine Mutter war eine Frau aus dem Tushan-Klan namens Nu Jiao. Qi hatte mindestens fünf Söhne, darunter Tai Kang und Zhong Kang.

### Herrschaft
Als Yu, Qis Vater, nach einer langen und einflussreichen Regentschaft von 45 Jahren verstarb, wurde Qi der zweite König der Xia-Dynastie.
Laut dem Historiker Sima Qian wollte Yu nicht, dass sein Sohn König wird, und beabsichtigte, den Thron an Gao Yao, seinen Justizminister, zu übergeben. Als Gao jedoch starb, ernannte Yu Yi (auch bekannt als Boyi), seinen ehemaligen dreizehnjährigen Begleiter im Kampf gegen die Flut und seinen aktuellen Minister für Tierhaltung, zu seinem Erben. Doch aufgrund von Yus großem Einfluss bewunderten alle Führer der Xia-Staaten Qi statt Yi. Die historischen Aufzeichnungen illustrieren dies mit den Worten: „Qi, der Sohn von Yu, war von edlem Charakter und fand die breite Zustimmung des Volkes. Nach dem Tod von Yu, obwohl Boyi die Führung übernommen hatte, fehlte es ihm an der erforderlichen langjährigen Erfahrung an Yus Seite. Daher wandten sich die Vasallen von Boyi ab und suchten Qi auf, indem sie erklärten: ‚Unser wahrer Herrscher ist der Sohn des großen Kaisers Yu.‘ Auf diese Weise erlangte Qi schließlich den Status des Himmelssohnes und wurde als Xiahou Qi bekannt.“ Yi blieb somit keine andere Wahl, als nach drei Jahren Trauer um Yu den Thron an Qi abzutreten.
Qi bestieg den Thron im Jahr Guihai (癸亥) und feierte seine Amtseinführung zusammen mit all seinen Vasallen (諸侯) auf Juntai (鈞臺), einer Plattform, die sich einst in der Stadt Yuzhou in Henan befand. Er starb sechzehn Jahre nach seiner Thronbesteigung (einige Quellen sprechen von 10 oder 29 Jahren).
In der Folge trat Qis Sohn, Tai Kang, das Erbe seines Vaters an und bestieg den Thron, um als König zu herrschen.

### Zweifelhafte Thronergreifung
Aufgrund einiger Quellen gibt es Hinweise, dass Yu bereits zu Lebzeiten heimlich dabei half, Qis Machtbasis zu stärken. Die „Strategeme der Streitenden Staaten“ legen sogar dar, dass Yu nominell die Abtretung des Thrones befürwortete, um einen guten Ruf zu wahren, während er in Wirklichkeit seinen Sohn durch Gewalt den Thron usurpieren ließ. Gemäß historischen Quellen ist anzunehmen, dass Boyi tatsächlich den Thron bestieg, bevor Qi ihn ermordete und den Thron an sich riss. Die Bambusannalen erwähnen ebenfalls, dass Yu Yi als seinen Nachfolger ernannte, berichten jedoch nichts über Yis Herrschaft, sondern stellen lediglich fest, dass Yus Sohn Qi nach drei Jahren Trauer um Yu den Thron von Xia bestieg. Sie berichten, dass Boyi (Yi oder Yih) in Qis sechstem Regierungsjahr starb und dass Qi „ein Opfer für ihn darbrachte“. In einer Fußnote bemerkt jedoch der Übersetzer James Legge: „Diese Darstellung stimmt nicht mit dem Bericht über den Tod von Yih überein, der oft den Annalen zugeschrieben wird und der zweifellos in einigen der Bambusbücher stand; nämlich, dass ,Yih nach dem Thron strebte und K’e [Qi] ihn tötete‘.“ Nachdem Qi Boyi getötet hatte, kamen die Vasallen zur Hauptstadt Yangdi, um Qi zu huldigen. Qi veranstaltete ein prächtiges Bankett auf der Juntai-Plattform (heute in der Provinz Henan, Yu-Stadt), welches in den Geschichtsbüchern als „das Fest auf der Juntai-Plattform“ bekannt ist.
Während Qis Herrschaft kam es zu einem Aufstand der Youhu-Clans, die Qis Usurpation des Throns nicht anerkannten. In der Schlacht bei Gan errang Qi einen großen Sieg über die Youhu-Clans. Vor dem Beginn des Kampfes hielt Qi vor den sechs Ministern den „Schwur von Gan“, der zwar in den „Shangshu“ aufgenommen wurde, jedoch zweifeln Gelehrte daran, ob er wirklich von Qi stammt. Es wird gesagt, dass die Youhu-Clans Boyi unterstützten.

### Beginn der Erbmonarchie in China
Nach Qis Übernahme der Regierung bzw. Sieg über Boyi und den Youhu-Clan versammelte er die Führer der verschiedenen Stämme und etablierte letztendlich seine Herrschaft. In der traditionellen chinesischen Geschichtswissenschaft galt dies als Abkehr vom Wahlprinzip und als Anfang der Erbmonarchie (Vater zu Sohn oder Bruder zu Bruder) in China. In den Geschichtsbüchern wird gesagt: „Yu vererbte die Herrschaft an seinen Sohn, und somit wurde das Reich zu einer Familienangelegenheit.“

### Königstitel
Ab der Regierungszeit von Qi, die recht kurz ausfiel, trugen die Herrscher lediglich den Titel "König" (Wang). Der Titel "Kaiser" war seit der Zeit von Yao, Shun und Yu schwer zu behaupten. Erst nach den wechselhaften Zeiten der nächsten drei Dynastien konnte das tatkräftige Oberhaupt einer neuen Dynastie sich erneut mit diesem prestigeträchtigen Titel krönen.

## Ereignisse während seiner Herrschaft
Die Bambusannalen verzeichnen folgende Ereignisse für die Regierungszeit von Qi:
- Im ersten Jahr Guihai bestieg der Kaiser den Thron in Xiayi. Er veranstaltete ein großes Fest für die Vasallen auf der Juntai-Plattform. Die Vasallen begleiteten den Kaiser zurück nach Jidu, wo er erneut ein großes Fest für die Vasallen auf der Xuantai-Plattform ausrichtete.
- Im zweiten Jahr verließ der Fürst von Fei, Boyi (伯益), den Hof, um sein Land zu regieren. Der König führte seine Truppen an, um gegen die rebellischen Kräfte von Hu zu kämpfen, und es kam zur großen Schlacht bei Gan.
- Im sechsten Jahr starb Boyi, und ihm wurde ein Gedenkopfer dargebracht.
- Im achten Jahr seiner Herrschaft schickte Qi Mengtu (孟塗), einen seiner Minister, nach Ba, „um dort Rechtsprechungen zu leiten“. Im zehnten Jahr „unternahm er eine Inspektionsreise und feierte einen vollständigen Dienst von Shuns Musik“ in Damu (大穆). Einige Quellen fügen hinzu, dass er einen Tanz namens Neun Shao (九韶, siehe Jiu Ge) kreierte.
- Im elften Jahr verbannte der Kaiser seinen jüngsten Sohn Wuguan an den westlichen Teil des Gelben Flusses.
- Im fünfzehnten Jahr rebellierte Wuguan am westlichen Ho. Der Fürst Peng, Shou, führte eine Armee aus, um gegen den westlichen Ho zu ziehen, und Wuguan ergab sich.
- Im sechzehnten Jahr stieg der Kaiser in den Himmel auf.

## Weitere literarische Bezüge
Die Anthologie „Diskurse der Staaten“ aus der östlichen Zhou-Dynastie erwähnt Qi als eines der Beispiele ursprünglich tugendhafter Könige, die böse Söhne zeugten.
Das „Klassische Buch der Berge und Meere“ erwähnt Qi mehrmals, sowohl als 啟; Qǐ als auch 開; Kǎi: Er wird als phantasievoller schamanischer Vermittler dargestellt, der heilige Tänze und Musik vom höchsten Gott (auch Shangdi 上帝 genannt) empfing.

## Orte, die vermutlich mit seiner Herrschaft in Verbindung stehen
Es wird angenommen, dass die Stadt Xinzhai von König Qi der Xia-Dynastie gegründet wurde und bis zur Übernahme der Dynastie durch Qis Nachkommen Shao Kang die Hauptstadt der Xia-Dynastie war.
Der chinesische Archäologe Feng Shi (冯时; 馮時) identifiziert die Stätte der Taosi-Kultur, Wenyi 文邑, mit Xiayi 夏邑, der zweiten Hauptstadt der Xia-Dynastie und Qis Hauptstadt. Er weist auch auf Spuren von Gewalt in den archäologischen Funden dorthin, um die Hypothese zu unterstützen, dass „Qi die königliche Macht mit Gewalt an sich riss und das Abdankungssystem in ein Erbsystem umwandelte.“